# Henryk Iwaniec
Henryk Iwaniec (sinh ngày 9 tháng 10 năm 1947) là nhà toán học Mỹ gốc Ba Lan, và hiện đang là giáo sư tại đại học Rutgers kể từ năm 1987.

## Bối cảnh giáo dục
Iwaniec từng học tại Đại học Warszawa, ông nhận bằng tiến sĩ vào năm 1972 dưới hướng dẫn của Andrzej Schinzel. Sau đó ông được tuyển vào các vị trí dạy học trong học viện toán học của viện Hàn lâm Khoa học Ba Lan cho tới năm 1983 khi ông rời Ba Lan. Ông được mời đi thỉnh giảng tại viện nghiên cứu cao cấp, đại học Michigan và đại học Colorado Boulder trước khi nhận chức giáo sư toán học tại đại học Rutgers. Ông có tư cách công dân của cả Ba Lan và Hoa Kỳ.
Ông và nhà toán học Tadeusz Iwaniec là hai anh em sinh đôi.

## Công trình
Iwaniec nghiên cứu các phương pháp sàng và các các kỹ thuật sâu rộng trong giải tích phức, đặc biệt quan tâm tới các dạng tự đẳng cấu và giải tích điều hoà.
Trong 1997, Iwaniec và John Friedlander cùng nhau chứng minh được rằng có vô số số nguyên tố dưới dạng a2 + b4. Kết quả này từng được coi là bất khả thi bởi lý thuyết sàng được dùng bởi Iwaniec và Friedlander khi kết hợp các kỹ thuật khác thường không thể phân biệt giữa số nguyên tố và tích của hai số nguyên tố
.Trong 2001, Iwaniec được tặng giải Ostrowski thứ bảy.  Chú thích trong giải thưởng có ghi một phần như sau, "Công trình của Iwaniec có đặc điểm là có mức thông hiểu rất sâu và rộng về độ khó của một bài toán cùng với kỹ thuật khó có thể vượt qua.  Ông đã tạo các cống hiến sâu rộng cho lý thuyết số giải tích, chủ yếu trong các dạng môđun trên GL(2) và các phương pháp sàng."

## Giải thưởng
Ông trở thành hội viện của Viện hàn lâm khoa học và nghệ thuật Hoa Kỳ vào năm 1995. Ông được tặng Giải thưởng Frank Nelson Cole lần thứ 14 trong lý thuyết số vào năm 2002.  Trong 2006, ông trở thành của thành viên của viện hàn lâm khoa học quốc gia. Ông nhận giải thưởng Leroy P. Steele vào năm 2011. Trong 2012, ông trở thành hội viên của hội toán học Hoa Kỳ. Trong 2015 ông nhận giải Shaw cho các cống hiến trong toán học. Trong 2017, ông nhận giải AMS Doob (cùng với John Friedlander) cho cuốn sách Opera de Cribro về lý thuyết sàng.

## Xuất bản
- Iwaniec, Henryk (1997). Topics in Classical Automorphic Forms. Providence: American Mathematical Society. ISBN 978-0-8218-0777-4.[7]
- Iwaniec, Henryk (2002). Spectral Methods of Automorphic Forms (ấn bản thứ 2). Providence: American Mathematical Society. ISBN 978-0-8218-3160-1.
- Iwaniec, Henryk; Emmanuel Kowalski (2004). Analytic Number Theory. Providence: American Mathematical Society. ISBN 978-0-8218-3633-0.[8]
- Iwaniec, Henryk; J. B. Friedlander; D. R. Heath-Brown; J. Kaczorowski (2006). Analytic Number Theory: Lectures Given at the C.I.M.E. Summer School Held in Cetraro, Italy, July 11–18, 2002. Berlin: Springer. ISBN 978-3-540-36363-7.
- Friedlander, John; Iwaniec, Henryk (2010). Opera de Cribro. Providence: American Mathematical Society. ISBN 978-0-8218-4970-5.[9]
- Iwaniec, Henryk (2014). Lectures on the Riemann zeta function. Providence: American Mathematical Society. ISBN 978-1-4704-1851-9.[10]